# Io amo (Marina Arcangeli)
Io amo è un Q-Disc della cantante italiana Marina Arcangeli, pubblicato nel 1984.

## Tracce

### Lato A
1. Io amo (Luberti/Lopez)
2. Tradimento (Luberti/Lopez)

### Lato B
1. Androide (Luberti/Lopez)
2. Per fare l'amore (Luberti/Minghi)